# 拉尔夫·艾里森
拉尔夫·沃尔多·艾里森（英語：Ralph Waldo Ellison，1913年3月1日—1994年4月16日），美国黑人学者、作家。

## 生平
生于俄克拉何马城。他主要以长篇小说《隱形人》知名，该书于1953年获国家图书奖。